# Africactenus kribiensis
Africactenus kribiensis är en spindelart som beskrevs av Keith Hyatt 1954. Africactenus kribiensis ingår i släktet Africactenus och familjen Ctenidae. Inga underarter finns listade i Catalogue of Life.